# Vittorio Salvetti
Vittorio Salvetti (Cremona, 6 giugno 1937 – Padova, 19 ottobre 1998) è stato un produttore televisivo, conduttore televisivo, autore televisivo e direttore artistico italiano.

## Biografia

Festivalbar 1969 - Vittorio Salvetti consegna, durante la serata inaugurale a Sistiana, a Liana Orfei il premio Volto del juke-box e al sarto Angelo Litrico il premio Sarto dei Giovani: il premio è la scultura "Dama bianca" di Marcello Mascheroni.

Il suo nome è legato a manifestazioni canore quali Musicaneve, Azzurro e soprattutto il Festivalbar, da lui inventato nel 1964 e di cui fu unico presentatore fino al 1982. Proprio nel corso della serata finale dell'edizione del 1998, all'Arena di Verona, il sessantunenne Salvetti parlò della malattia che il mese successivo lo avrebbe portato alla morte: il decesso è stato annunciato in diretta televisiva da Giampiero Ingrassia durante la trasmissione Tira & Molla. L'anno successivo l'organizzazione della kermesse passò al figlio Andrea (già co-conduttore delle edizioni 1987 e 1988), fino alla sospensione per mancanza di fondi nel 2008.
Salvetti è stato anche patron del Festival di Sanremo dal 1973 al 1978 (esclusa l'edizione del 1975, mentre l'anno precedente lo era stato insieme a Elio Gigante e Gianni Ravera), oltre che autore di alcuni programmi di intrattenimento musicale proposti dalla Rai da metà anni settanta fino a metà anni ottanta, quando appunto Azzurro e il Festivalbar iniziarono a essere trasmessi dalle reti Fininvest.

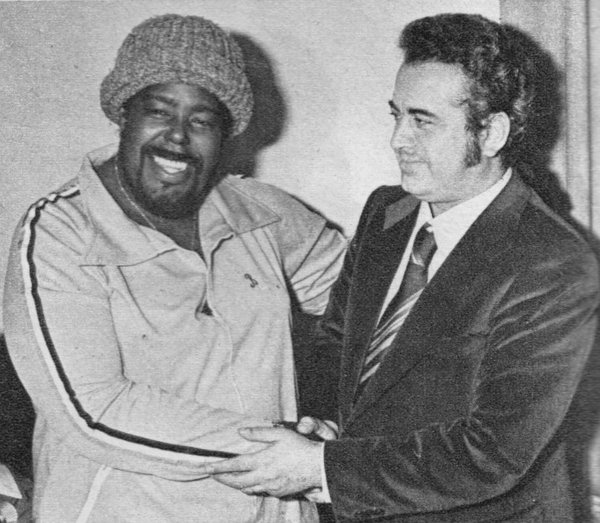
Festivalbar 1975 - Vittorio Salvetti con Barry White.

## Conduttore
- Festivalbar (Radio Juke-Box, 1964-1966; Secondo Programma, 1967; Rete 2, 1981-1982; Programma Nazionale, 1968-1975; Rete 1, 1976-1980; Canale 5, 1983, 1985)
- Seimilauno (Secondo Programma, 1970)
- Permette questo ballo? (Secondo Programma, 1972)
- Tutto è pop (Programma Nazionale, 1972)
- Incontri musicali (Rete 1, 1976)
- Quota 2000 (Rete 2, 1976)
- Incontri d'estate (Rete 1, 1976)
- Sanremo 1977 in tour (Telemilano 58, 1977) - voce fuoricampo
- Festival di Sanremo (Rete 1, 1978) - voce fuoricampo
- Festa d'inverno (Rete 2, 1978)
- Sanremo anteprima (Rete 1, 1978)
- Musicaneve (Canale 5, 1981-1982)
- 3,2,1...ed è '82 (Rete 1, Rete 2, Rete 3, 1981)
- Azzurro (Rete 2, 1982-1983; Italia 1, 1984-1992)
- Buon Anno Musica (Italia 1, 1985, Canale 5, 1986)
- Arena d'oro - Gala di fine estate 1986 (Canale 5, 1986)
- Le stelle della musica '96 (Italia 1, 1996)

## Autore
- Festivalbar (Radio Juke-Box, 1964-1966; Secondo Programma, 1967; Rete 2; 1981-1982; Programma Nazionale, 1968-1975; Rete 1, 1976-1980; Canale 5, 1983-1988; Italia 1, 1989-1998)
- Festival di Sanremo (Programma Nazionale, 1973-1974; Rete 1, 1976-1978)
- Serenate per Giulietta (Rete 1, 1976)
- Stasera:Ike e Tina Turner (Rete 1, 1976)
- Sanremo anteprima (Rete 1, 1978)
- Festa d'inverno (Rete 2, 1978)
- 1 2 3 Buon anno (Rete 1, Rete 2, Rete 3, 1979)
- Discostadio (Rete 2, 1980)
- Speciale discoverde (Rete 1, 1980)
- Speciale cantagiro 1980 (Rete 3, 1980)
- Rosso Tiziano (Rete 3, 1981)
- Musicaneve (Canale 5, 1981-1982)
- Cantautori di oggi e domani (Rete 3, 1982)
- Discoverde (Rete 3, 1982)
- Azzurro (Rete 2, 1982-1983; Italia 1, 1984-1992)
- Canzoni o no? (Rai 3, 1983)
- Musica a colori (Rai 3, 1984)
- Buon Anno Musica (Italia 1, 1985, Canale 5, 1986)
- Le stelle della musica '96 (Italia 1, 1996)

## Filmografia
- Super rapina a Milano, regia di Adriano Celentano e, non accreditato, Piero Vivarelli (1964)